# Mama Koite Doumbia
Mama Koite Doumbia, est une femme  malienne, féministe, présidente de l'organisation Femnet (African Women's Development and Communication Network), et membre représentant l'Afrique de l'Ouest au Conseil économique, social et culturel de l'Union africaine.

## Biographie
Mama Koite Doumbia est titulaire d'un diplôme d'études supérieures dans la formation des jeunes,.
Militante syndicale depuis 1972, elle est tout d'abord inspectrice de la Jeunesse et des Sports, puis travaille à partir de 1998 au Bureau exécutif national de la coordination des associations et ONG du Mali (CAFO-Mali). En 2003, elle devient présidente des Femmes Africaines pour le Développement et du Réseau de Communication (FEMNET),.
Elle est aussi membre de la Commission Permanente du Conseil économique, social et culturel de l'Union africaine. En 2016, elle est élue codirectrice du Fonds d’indemnisation des victimes de la CPI/Trust-Funds for Victims.

## Récompenses
- 2007 : Prix Minerva du Mérite remis par l’Association italienne It Club delle Donne (le Club des femmes)
- Février 2011 : Prix FAMEDEV Gender[4]